# Bajč
Bajč (hongrois : Bajcs) est une commune du district de Komárno, dans la région de Nitra, en Slovaquie.

## Histoire
Sa première mention écrite date de 1312.

## Démographie

### Évolution de la population
| Année:               | 1994. | 2004.   | 2014.   | 2024.   |
| -------------------- | ----- | ------- | ------- | ------- |
| Nombre de personnes: | 1246  | 1252    | 1253    | 1266    |
| Différence:          |       | +0,48 % | +0,07 % | +1,03 % |

| Année:               | 2023. | 2024.   |
| -------------------- | ----- | ------- |
| Nombre de personnes: | 1262  | 1266    |
| Différence:          |       | +0,31 % |